# Mralino
Mralino (en macédonien Мралино) est un village du nord de la Macédoine du Nord, situé dans la municipalité d'Ilinden. Le village comptait 821 habitants en 2002.

## Démographie
Lors du recensement de 2002, le village comptait :
- Macédoniens : 615
- Serbes : 166
- Roms : 29
- Albanais : 1
- Autres : 10